# GnuCash
GnuCash（グヌー・キャッシュ）とは、財務管理（金銭管理）を行うための会計ソフトウェアの1つ。
LinuxやUnix系オペレーティングシステム上の GNOME環境で動作し、GPLライセンスのもとで配布されている自由ソフトウェアである。BSD、Solaris、macOSでも動作する。バージョン2.2.0 以降では Microsoft Windowsもサポートされるようになった。

## 特徴
個人の金銭管理、とりわけ家計簿として利用できる他、比較的小規模企業の財務管理に役立つように作られており、複式簿記の仕組みを採り入れた財務管理を行う。直感的な操作が可能なインターフェースが採用されている。バージョン 2.2.xにおいてはアプリケーション・メニューの一部が完全に日本語化されていないが、通常の利用には差し支えが無い。バージョン 2.2.3に至って、ほぼ全ての日本語化が完了した。
GnuCashは、取引月日の表示や利用通貨の国際化に対応している。アプリケーション・メニューの表示は、中国語やデンマーク語、フランス語、ドイツ語を始めとして、21ヶ国語に対応している。また、ドキュメント類については、英語やフランス語、ポルトガル語、スペイン語で利用できる。
GnuCash は、GPLのもとで配布される自由ソフトウェアであり、GNOMEアプリケーションの1つに含められる。

## 機能

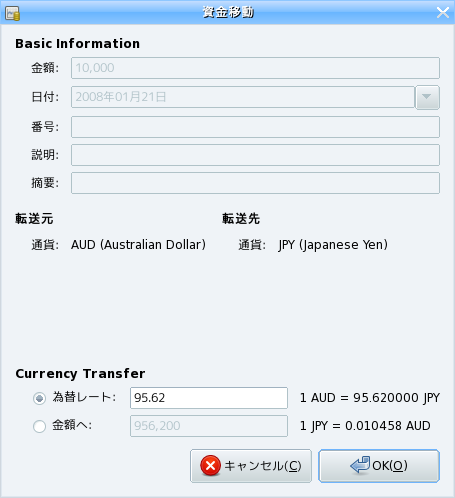
為替レートの設定

多数の編集機能が備わっているが、その一部を以下列挙する。
- 勘定科目は、階層構造に編集し管理することができる。
- 資金の流れは、円グラフや棒グラフで把握できる。
- 複数の異なる通貨を一元的に管理できる。
- QIF（英語版） および、QFX（英語版）、OFX形式のファイルをインポートすることが可能である。
- データの保存にはXML形式が使われるが、バージョン 2.4.0 からSQLite3やMySQL、PostgreSQLといったRDBMSも利用可能になった。
- 貸借対照表や損益計算書などの帳票を生成可能。これらの帳票はHTMLとして生成され、GtkHTML（英語版）あるいはWebKitにより表示される。
- 為替レートや株価などはPerlのFinance::Quoteモジュールで対応している情報サービスであれば自動的に最新の情報を取得し、反映することができる。

## リリース
それぞれのリリースには、一般ユーザー向けに配布される「安定版」と、開発者向けに用意された「開発版」の2種類が存在する。リリース番号の第2番目の数字が偶数であれば安定版、奇数であれば開発版という扱いとなっている。
| リリース日     | バージョン |
| -------------- | ---------- |
| 2013年12月30日 | 2.6.0      |
| 2010年12月21日 | 2.4.0      |
| 2009年 5月15日 | 2.3.0      |
| 2009年 2月23日 | 2.2.9      |
| 2008年12月14日 | 2.2.8      |
| 2008年 9月27日 | 2.2.7      |
| 2008年 7月31日 | 2.2.6      |
| 2008年 4月28日 | 2.2.5      |
| 2008年 3月 4日 | 2.2.4      |
| 2008年 1月 8日 | 2.2.3      |
| 2007年 7月15日 | 2.2.0      |
| 2006年 7月 9日 | 2.0.0      |
| 2003年 2月 3日 | 1.8.0      |